# Gornja Bitinja
Biti e Epërme en albanais et Gornja Bitinja en serbe latin (en serbe cyrillique : Горња Битиња) est une localité du Kosovo située dans la commune/municipalité de Štrpce/Shtërpcë, district de Ferizaj/Uroševac (Kosovo) ou district de Kosovo (Serbie). Selon le recensement kosovar de 2011, elle compte 329 habitants.

## Démographie

### Évolution historique de la population dans la localité
| 1948 | 1953 | 1961 | 1971 | 1981 | 1991 | 2011 |
| ---- | ---- | ---- | ---- | ---- | ---- | ---- |
| 484  | 525  | 522  | 550  | 568  | 602  | 329  |

|  |

### Répartition de la population par nationalités (2011)
En 2011, les Albanais représentaient 59,27 % de la population et les Serbes 40,93 %.